# Velika Srbija
Z ustavo iz leta 1974, je imela vsaka izmed republik lastno centralno banko, policijo ter svoj izobraževalni in pravni sistem. Iz tega nista bili izvzeti niti obe srbski pokrajini Kosovo in Vojvodina, saj sta volili poslance v srbsko skupščino. Imeli sta tudi lastni skupščini, njuna predsednika pa sta dobila sedež v menjajočem se jugoslovanskem predsedstvu, ki je po Titovi smrti prevzelo oblast.
Leta 1968 je bil Dobrica Ćosić izključen iz centralnega komiteja, ker je Albance obtožil separatizma in širjenja protisrbskih idej. Istega leta je javno nasprotoval statusu Muslimanov kot naroda. Izražal je zaskrbljenost zaradi odselitve Srbov in Črnogorcev iz Kosova (okrog 200.000).
V memorandumu iz osemdesetih let uvidijo srbski intelektualci glavni problem v Hrvaški in Sloveniji, saj sta s pomočjo Tita in Kardelja krojili politično, družbeno in ekonomsko ureditev Jugoslavije. Problem je torej decentralizacija, rešitev pa sprememba ustave iz leta 1974. Ćosić zanika vpletenost v ustanovitev tega memoranduma, a ga vselej javno zagovarja in hvali.
Avtorji izjavijo tezo, da Srbija nima urejene svoje nacionalne države. »Vzpostavljanje popolne nacionalne in kulturne integritete srbskega naroda, neodvisno od tega, v kateri republiki ali pokrajini se nahaja, je njegova zgodovinska in demokratična pravica.« S to trditvijo je bil začrtan okvir nove srbske države, katere meje bodo pač meje srbskega prebivalstva.
Poleg Kosova in Bosne, tudi Srpska Krajina na Hrvaškem ni izjema. Tam živi 11.5 procentov Srbov. Če se ne najde rešitve, bodo posledice večkratno škodljive. 
Tvorec memoranduma naj bi bil Ćosić, za katerega velja da je bil dejanski avtor, ki je konec 80. let začel braniti teze o ogroženosti srbske nacije, o razdelitvi srbskih pokrajin na šest delov (Srbija, Vojvodina, Kosovo, Hrvatska, Bosna in Hercegovina, Črna Gora), ter o njihovem udejstvovanju »milom ili silom« v slučaju razpada Jugoslavije. Pravzaprav je šlo za supremacijo enega naroda Jugoslavije, se pravi Srbije, nad ostalimi, z idejo zedinjenja vseh Srbov v eni državi oziroma ustanovitev srbske federacije.
Začelo se je z brutalnimi represijami Albancev na Kosovu, ki so zahtevali ohranitev kosovske avtonomije in enakopravnost. Leta 1987/88 velikosrbska ideologija spravi na oblast tudi Miloševiča.
Po bitki za odcepitev Slovenije leta 1991 in Hrvaške leto kasneje, prevzame krvnikovanje od Miloševiča, Dobrica Ćosić. Za časa njegove vlade, se po Bosni in Hercegovini vršijo najokrutnejši zločini in genocidi. Poleti, leta 1999, Miloševičeve vojaške enote, navdihnjene z Ćosićevo »etiko in epiko«, plešejo zadnji smrtni ples na Kosovu.
Beograjsko sodišče je Ćosića oprostilo odgovornosti za napad na Vukovar, pa vendar naj bi bil po mnenju nekaterih bolj kriv za grozodejstva po razpadu Jugoslavije kot Miloševič. V prvi vrsti naj bi bil odgovoren za tragedijo hrvaškega, bosanskega, albanskega in na koncu koncev tudi lastnega srbskega naroda.
(Povzeto po: Dobroslav Paraga, Novi list: 28. 08. 2002, Pisac i akademik SANU oslobođen odgovornosti za napad na Vukovar)